# Chromatomyia hecate
Chromatomyia hecate este o specie de muște din genul Chromatomyia, familia Agromyzidae, descrisă de Pakalniskis în anul 1998. Conform Catalogue of Life specia Chromatomyia hecate nu are subspecii cunoscute.